# Diplognatha blanchardi
Diplognatha blanchardi är en skalbaggsart som beskrevs av Hermann Rudolph Schaum 1844. Diplognatha blanchardi ingår i släktet Diplognatha och familjen Cetoniidae. Inga underarter finns listade i Catalogue of Life.